# Iłża (gemeente)
De gemeente Iłża is een stad- en landgemeente in het Poolse woiwodschap Mazovië, in powiat Radomski.
De zetel van de gemeente is in Iłża.
Op 30 juni 2004 telde de gemeente 15 761 inwoners.

## Oppervlakte gegevens
In 2002 bedroeg de totale oppervlakte van gemeente Iłża 255,82 km², waarvan:
- agrarisch gebied: 53%
- bossen: 39%

De gemeente beslaat 16,72% van de totale oppervlakte van de powiat.

## Demografie
Stand op 30 juni 2004:
| Omschrijving                   | Totaal | Totaal | Vrouwen | Vrouwen | Mannen | Mannen |
| ------------------------------ | ------ | ------ | ------- | ------- | ------ | ------ |
| eenheid                        | aantal | %      | aantal  | %       | aantal | %      |
| inwoners                       | 15 761 | 100    | 8090    | 51,3    | 7671   | 48,7   |
| bevolkingsdichtheid (inw./km²) | 61,6   | 61,6   | 31,6    | 31,6    | 30     | 30     |

In 2002 bedroeg het gemiddelde inkomen per inwoner 1193,43 zł.

## Administratieve plaatsen (sołectwo)
Alojzów, Białka, Błaziny Dolne, Błaziny Górne, Chwałowice, Florencja, Gaworzyna, Jasieniec Iłżecki Górny, Jasieniec Iłżecki Dolny, Jasieniec-Maziarze, Jedlanka Nowa, Jedlanka Stara, Kajetanów, Kolonia Seredzice, Koszary, Kotlarka, Krzyżanowice, Małomierzyce, Maziarze Nowe, Maziarze Stare, Pakosław, Pastwiska, Pieńki, Piłatka, Płudnica, Prędocin, Prędocin-Kolonia, Seredzice, Starosiedlice, Walentynów.
Zonder de status sołectwo : Michałów, Nowy Jasieniec Iłżecki, Piotrowe Pole, Seredzice-Zawodzie.

## Aangrenzende gemeenten
Brody, Ciepielów, Kazanów, Mirzec, Rzeczniów, Skaryszew, Wierzbica